# Sarzano/Sant'Agostino (metropolitana di Genova)
Sarzano/Sant'Agostino è una stazione sotterranea della metropolitana di Genova.
È posta nella parte orientale del centro storico, sotto piazza Sarzano e nei pressi della chiesa di Sant'Agostino, oggi sconsacrata e trasformata in museo. Nei dintorni della stazione si trovano anche la facoltà di Architettura, edificata sui resti del convento di San Silvestro (distrutto durante i bombardamenti alleati della seconda guerra mondiale), la sconsacrata chiesa di San Salvatore e la basilica di Santa Maria Assunta.

## Storia
Inizialmente era denominata solo "Sarzano"; il nome fu poi cambiato in seguito ad una protesta degli abitanti del quartiere.
Prima dell'inaugurazione della stazione, la zona di piazza Sarzano non era servita da nessun altro mezzo pubblico. Sul percorso della rete metropolitana, la stazione è intermedia tra le fermate di San Giorgio e De Ferrari , entrambe già operative all'epoca della sua inaugurazione (San Giorgio fu aperta nel 2003, De Ferrari nel 2005).
L'inizio della sua costruzione risale al 2001: i lavori procedettero a rilento, anche per via dei ritocchi progettuali in corso d'opera. L'apertura è avvenuta il 3 aprile 2006.
Nell'ambito del progetto "La tua metropolitana", nel febbraio 2021 la stazione è stata riqualificata e brandizzata da Terna-Rete Elettrica Nazionale.

## Struttura e impianti
La stazione è costituita da due banchine laterali, della lunghezza di 80 metri, le quali presentano una marcata curvatura e sono leggermente in dislivello tra loro; grossi pilastri sono presenti a separare i due binari di scorrimento. Tale struttura è dovuta al fatto che in questo tratto la metropolitana è stata costruita riutilizzando le vecchie gallerie ferroviarie delle Grazie, di cui segue il percorso.
In origine progettata dall'architetto genovese Renzo Piano, la stazione ha poi subito delle migliorie in fase di realizzazione: pannelli di vetro agli ingressi e gli interni rifiniti con piastrelle mosaico color acquamarina in luogo delle classiche mattonelle rosa (tipiche delle stazioni da Brin a San Giorgio) conferiscono alla struttura un aspetto più moderno e luminoso.
Sarzano è dotata di due ingressi distinti: uno, dotato di ascensore, si affaccia su piazza Sarzano, l'altro è costituito da un lungo tunnel che si apre sulle Mura della Marina. Inizialmente era stato previsto un terzo accesso nella zona di Campopisano, poi non realizzato per mancanza di finanziamenti.
La stazione è una delle più profonde della linea, essendo situata circa 27,5 metri sotto l'ingresso di piazza Sarzano e circa 7 metri sotto all'ingresso delle Mura della Marina.